# Râul Gosta
Râul Gosta este un curs de apă afluent al râului Valea Padeșului

## Hărți
- Harta munții Poiana Rusca  Arhivat în 12 martie 2010, la Wayback Machine.
- Harta județul Timiș